# 戈爾菲托縣

戈爾菲托縣在蓬塔雷納斯省的位置

戈爾菲托縣（西班牙語：Cantón de Golfito），是哥斯達黎加蓬塔雷納斯省的縣份，位於該國西部，首府設於戈爾菲托，始建於1949年6月10日，面積1,753.96平方公里，2011年人口39,150人，人口密度每平方公里22.32人。
8°32′7″N 83°27′47″W / 8.53528°N 83.46306°W